# Toreno
Toreno – gmina w Hiszpanii, w prowincji León, w Kastylii i León, o powierzchni 103,52 km². W 2011 roku gmina liczyła 3595 mieszkańców.